# Bukovina u Čisté
Bukovina u Čisté je obec v okrese Semily v Libereckém kraji. Žije zde 216 obyvatel.

## Historie
První písemná zmínka o obci pochází z roku 1386.

## Obyvatelstvo
| Rok            | 1869 | 1880 | 1890 | 1900 | 1910 | 1921 | 1930 | 1950 | 1961 | 1970 | 1980 | 1991 | 2001 | 2011 | 2021 |
| -------------- | ---- | ---- | ---- | ---- | ---- | ---- | ---- | ---- | ---- | ---- | ---- | ---- | ---- | ---- | ---- |
| Počet obyvatel | 440  | 433  | 454  | 457  | 444  | 383  | 373  | 218  | 201  | 181  | 193  | 189  | 182  | 186  | 202  |
| Počet domů     | 73   | 76   | 78   | 80   | 79   | 80   | 89   | 86   | 64   | 55   | 51   | 77   | 87   | 91   | 95   |

## Obecní správa

### Obecní symboly
Znak a vlajka byly obci uděleny rozhodnutím předsedy Poslanecké sněmovny Parlamentu České republiky dne 18. června 2003.

## Pamětihodnosti
- Socha svatého Jana Nepomuckého
- Venkovský dům čp. 20

## Další fotografie

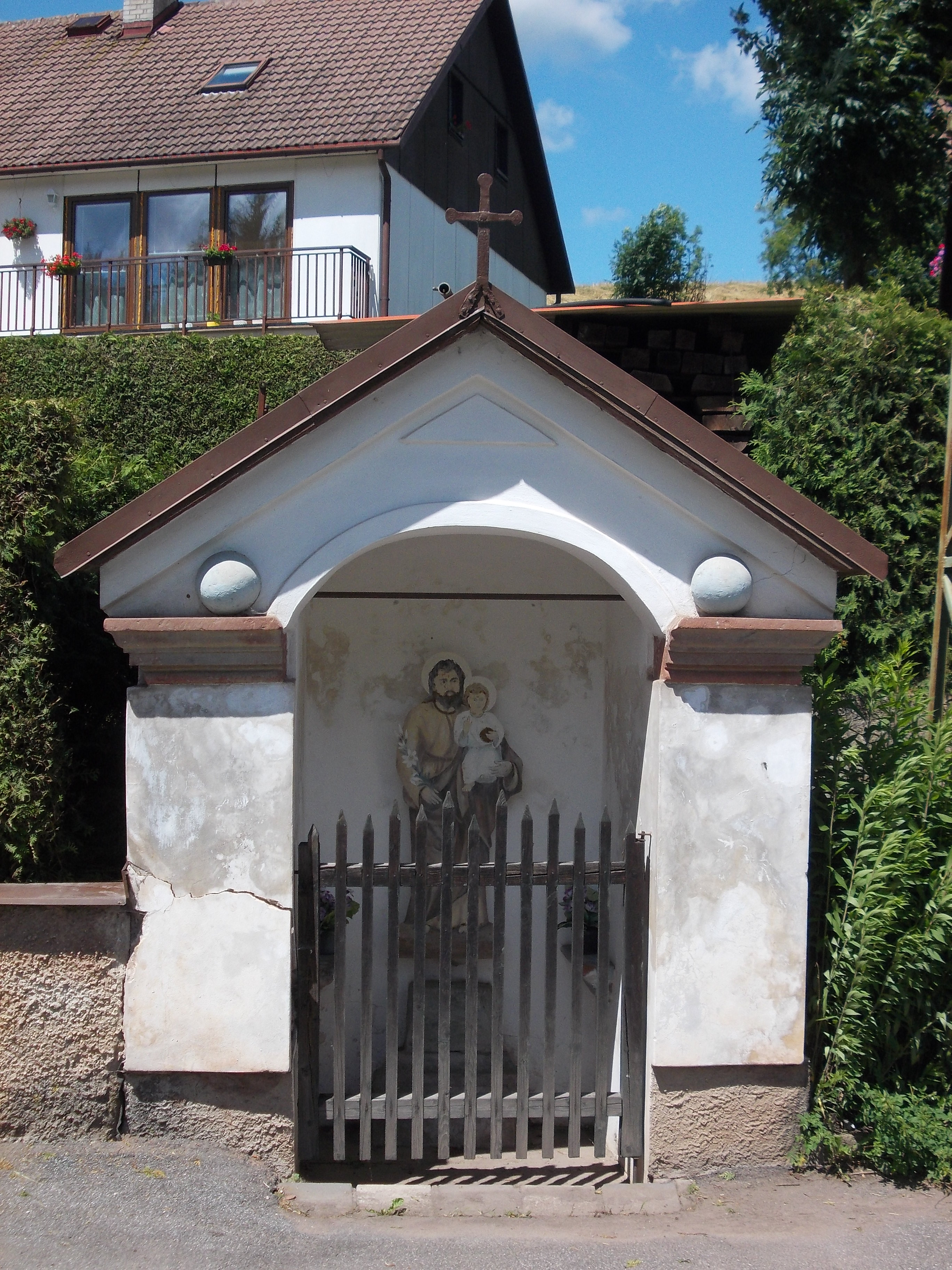
kaplička
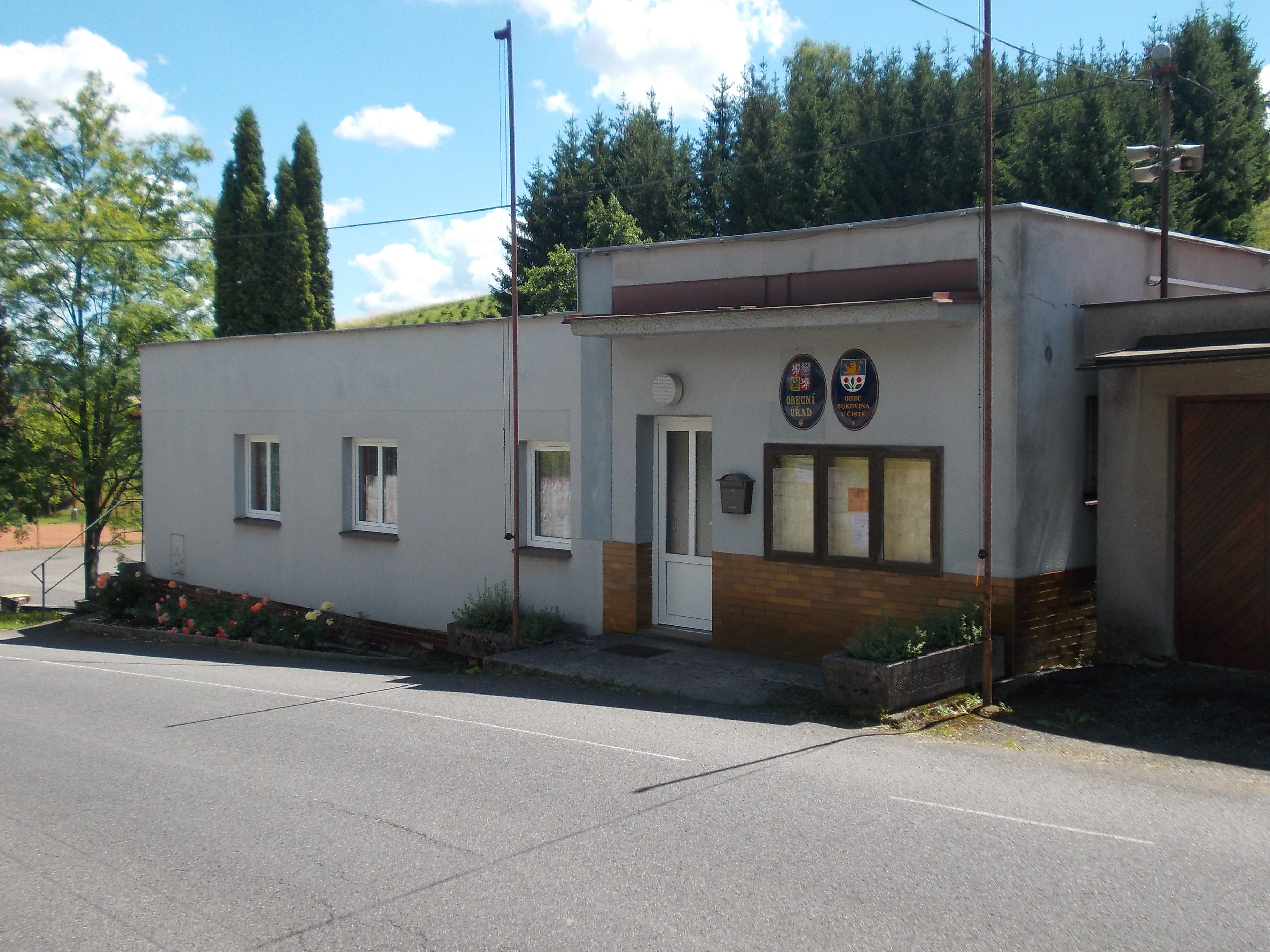
obecní úřad
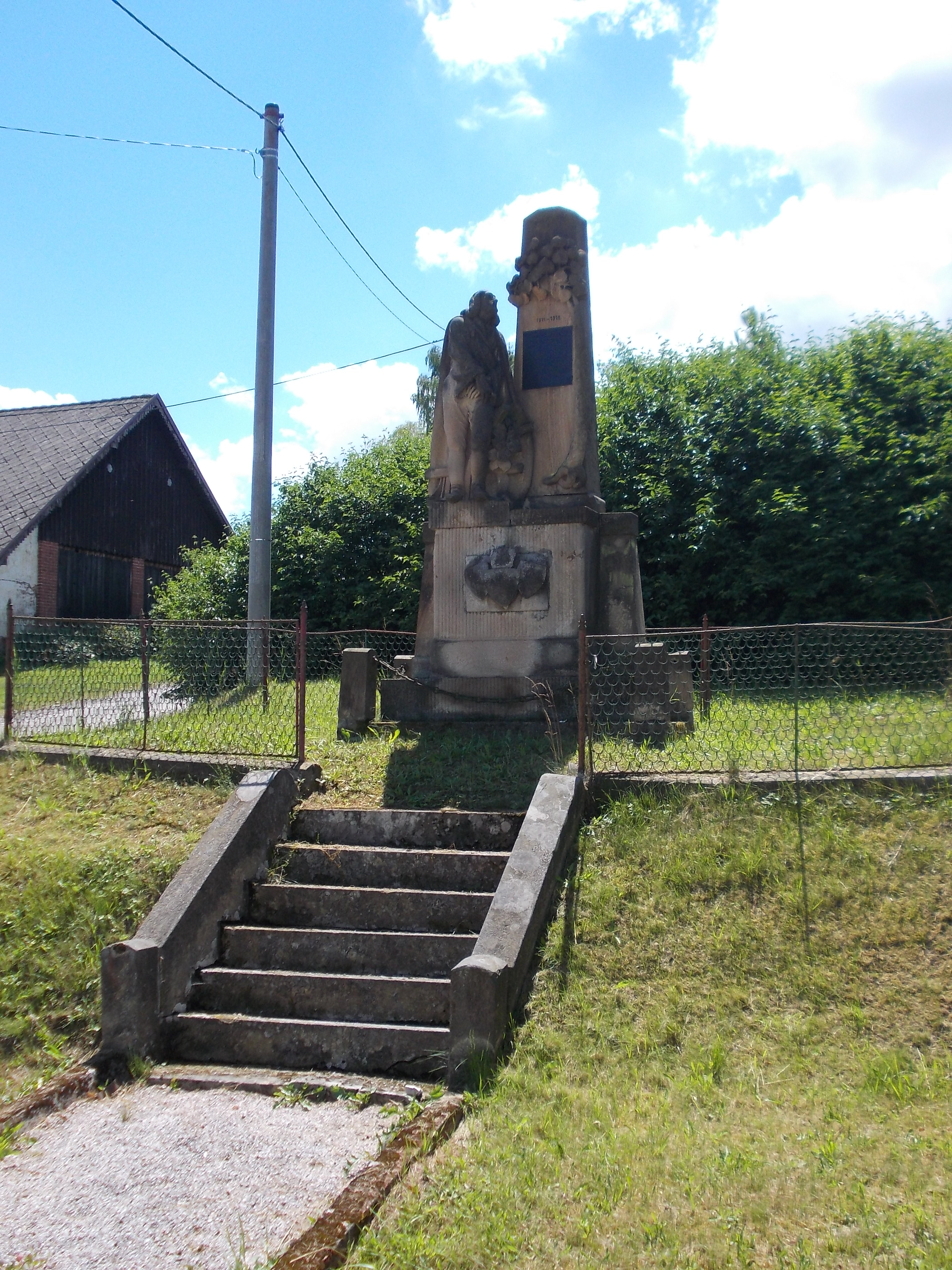
památník obětem 1. sv. války
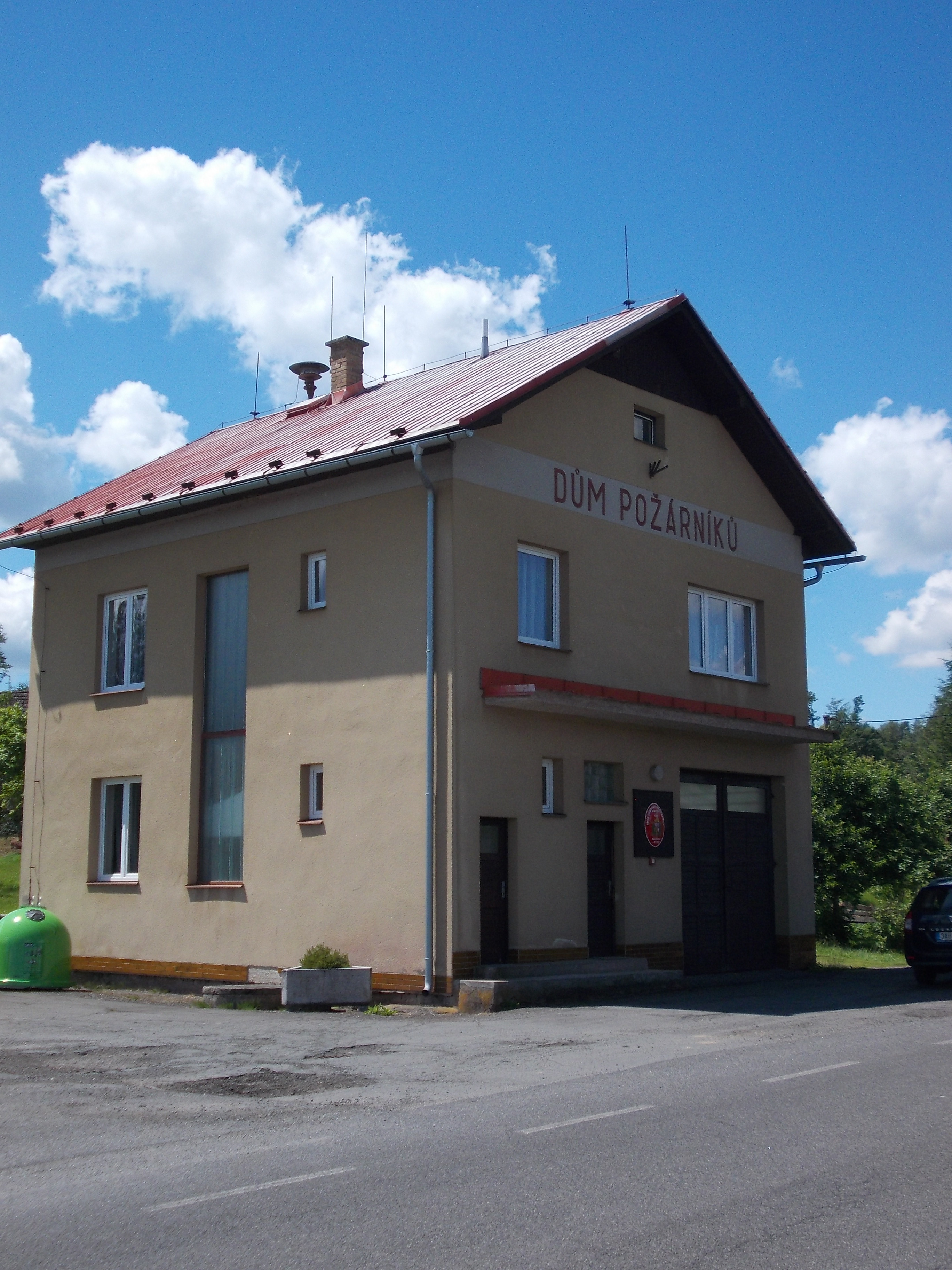
požární zbrojnice